# Scotch Plains
 Scotch Plains Township – miejscowość w hrabstwie Union w stanie New Jersey w USA.
Według spisu powszechnego z roku 2000 ma ok. 22,7 tys. mieszkańców.

## Geografia
- Współrzędne geograficzne Scotch Plains to 40°38'18" N i 74°22'26" W (40.638252, -74.373914).
- Według United States Census Bureau, miejscowość ma powierzchnię 23,5 km²

## Demografia
- Według danych z roku 2000 miejscowość ma 22 732 mieszkańców. Gęstość zaludnienia to 966,6 os./km².
- Struktura rasowa ludności;
  - Rasa:
    - Biali – 78,88%
    - Czarna/Afroamerykanie – 11,30%
    - Azjaci – 7,25%
    - Latynosi/pochodzenia hiszpańskiego dowolnej rasy – 3,94%
    - Indianie/rdzenni Amerykanie – 0,09%
    - Oceania – 0,01%
    - Inne – 0,95%
    - Dwie lub więcej – 1,52%
- Średni dochód:
  - Gospodarstwo domowe – 81,599 USD
  - Rodzina – 96,238 USD
  - Mężczyźni – 63,648 USD
  - Kobiety – 43,714 USD
  - Osoby poniżej progu ubóstwa – 3%
  - Rodziny poniżej progu ubóstwa – 2%
  - Osoby poniżej progu ubóstwa w wieku 18 lat lub młodsze – 2%
  - Osoby poniżej progu ubóstwa w wieku 65 lat lub starsze – 7%